# Ana Paula dos Santos
Ana Paula Cristóvão Lemos dos Santos (Luanda, 17 de outubro de 1963) é uma advogada e política angolana, viúva do ex-presidente José Eduardo dos Santos. É patrona do Comité de apoio às mulheres rurais de Angola.
Em 15 de novembro de 2010, foi um dos recipientes do Troféu Raça Negra em sua oitava edição, na categoria Premiações Institucionais – Internacionais, por sua contribuição social à população angolana, sobretudo às mulheres rurais e à reinserção social dos cidadãos do país. O troféu é o Oscar da Cultura Negra no Brasil.

## Vida pública
Ana Paula dos Santos é patrona do Comité de apoio às mulheres rurais (COMUR), apoiando com recursos de micro-crédito. Ela representou Angola na cimeira de micro-crédito em Washington DC, EUA, em 1997. Além disso, fundou em Luanda o Fundo Lwini de solidariedade social que se dedica ao apoio de civis, especialmente mulheres e crianças.
Em 1992, Ana Paula dos Santos participou com mais de 60 esposas de Chefes de Estado de governos de África, América, Ásia, Europa e Oceânia na cimeira sobre a promoção económica das mulheres rurais, em Genebra, Suíça, por iniciativa da Rainha Fabíola da Bélgica e das esposas dos chefes de estado e de governos da Nigéria, Gana, Colômbia e Egipto, com o apoio do Fundo Internacional de Desenvolvimento Agrícola (FIDA).

## Vida privada
Antiga hospedeira (aeromoça) do avião presidencial angolano, Ana Paula dos Santos conheceu seu marido durante o tempo em que trabalhava nos voos presidenciais das Linhas Aéreas de Angola. Casou-se a 17 de Maio de 1991 com o presidente angolano José Eduardo dos Santos, com quem teve quatro filhos: Eduane Danilo Lemos dos Santos (nascido em 29 de Setembro de 1991), Joseana Lemos dos Santos (nascida em 5 de Abril de 1995), Eduardo Breno Lemos dos Santos (nascido 2 de Outubro de 1998) e Houston Lulendo Lemos dos Santos (nascido 15 de Novembro de 2001).
A primeira-dama cursou o ensino médio-técnico em magistério e concluiu mais tarde o curso superior de direito, na Faculdade de Direito da Universidade Agostinho Neto.